# Juan Ferrero
Juan Ferrero (Puente Almuhey, León, 1918 - Burdeos, 1958) fue un destacado deportista español, aunque residente desde niño en Francia, donde falleció en un accidente de automóvil. Fue un culturista de talla internacional, logrando en Londres en 1952 el primer título profesional de Mister Universo.

## Biografía
Nació como Fidel Ferrero Colino (más tarde adoptó el nombre de Juan) el 5 de abril de 1918 en la pequeña localidad leonesa de Puente Almuhey, donde su padre, Alfonso Ferrero, estaba empleado como escribiente en una fábrica de carbón vegetal. Apodado en el pueblo "El Negro" por su tez muy morena, en 1925 emigró con su familia a la ciudad de Burdeos (Francia).
A los 15 años comenzó la práctica de la gimnasia deportiva, quedando patentes sus extraordinarias posibilidades físicas, y logrando destacados resultados en diferentes pruebas de atletismo y gimnasia. Poco antes de los 20 años comenzó la práctica del fisicoculturismo, logrando en 1937 el concurso del Mejor Atleta de Europa. También practicó la halterofilia, modalidad en la que batió el récord mundial en la categoría de peso muerto a un brazo, levantando 190 kg. Además, levantaba 103 kg en arrancada y 125 kg en dos tiempos. Se casó en 1939 con la bailarina española, Magdalena Martínez Cuadros, natural de Beas de Segura (Jaén)con la que tuvo dos hijos.
Ya en 1943 obtuvo la tercera plaza en la competición de Mr. France.

### Mister Universo
En 1950 se proclamó Mister Universo NABBA en la categoría Class Media Amateur, título que repitió en 1951.
En 1952 consiguió en la velada celebrada en el Scala Theatre de Londres el título profesional de Mister Universo, otorgado por la NABBA, que se celebraba por primera vez en categoría profesional. Curiosamente, a pesar de suscitar sus éxitos deportivos la admiración internacional, su triunfo no tuvo una gran repercusión en la España del franquismo, toda vez que Ferrero era un emigrante, perteneciente a una familia poco afín al régimen. Sin embargo, Ferrero nunca ocultó sus orígenes y mantuvo siempre la nacionalidad española.
Joe Weider alabaría años más tarde el potencial de Ferrero en su biografía, Brothers of Iron.
Tras su retirada de la competición, abrió un gimnasio en Burdeos, el prestigioso Institut Ferrero, donde impartió clases de culturismo, acrobacia y baile.

### Fallecimiento
Ferrero falleció el 17 de junio de 1958 en un accidente de automóvil, cuando el Renault Dauphine en el que viajaba junto a otros cuatro ocupantes se salió en una curva y volcó, siendo la única víctima del accidente.
Desde 1952 hasta 1958 apareció 10 veces en las portadas de las revistas Health and Strength, Muscle Power, The Bodybuilder, IronMan y Reg Park Journal. Todas estas portadas están disponibles en la página web Muscle Memory.

### Homenajes
En la década de los 90, y a propuesta del presidente nacional de NABBA, Tomás Abeigón (biógrafo de Ferrero), la principal calle de Puente Almuhey fue nombrada como Calle Mister Universo Juan Ferrero.
En 2002, y también organizado por Abeigón, se celebró en Pontevedra un homenaje a Ferrero, con motivo del cincuenta aniversario de su victoria, con una exposición de cerca de un centenar de fotos de su vida, en la que también se expusieron 15 revistas de todo el mundo de las cuales fue portada.
Asimismo, ha sido propuesto a la Gran Cruz de la Real Orden del Mérito Deportivo.
En octubre de 2019 fue elegido en una encuesta realizada  por NABBA España, como el mejor fisicoculturista español de la historia.